# Zehaye Bahta
Zehaye Bahta (datas desconhecidas) é um ex-ciclista etiopiano.
Participou nos Jogos Olímpicos de 1956, realizados na cidade de Melbourne, Austrália, onde competiu na prova individual e por equipes do ciclismo de estrada.